# Blaise (Francia)
Blaise è un comune francese soppresso e frazione situato nel dipartimento dell'Alta Marna nella regione del Grand Est, associato al comune di Colombey-les-Deux-Églises.

## Storia
Il 1º gennaio 1973 si è fuso con il comune di Colombey-les-Deux-Églises, acquisendo lo status di comune associato allo stesso. Fino a quella data ha fatto parte del cantone di Vignory.